# Aeroporto di Wiener Neustadt-Ovest
L'Aeroporto di Wiener Neustadt-Ovest (in lingua tedesca: Flugplatz Wiener Neustadt/West) (ICAO: LOXN), è un aeroporto austriaco definito come militare dalle autorità aeronautiche e situato nello Stato federato della Bassa Austria a 2 chilometri dalla città di Wiener Neustadt.
La struttura è posta a un'altitudine di 285 m s.l.m. ed è dotata di 4 piste in erba, la principale delle quali ha orientamento 04/22 e lunghezza di 1 500 metri.